# Phyllanthus paezensis
Phyllanthus paezensis är en emblikaväxtart som beskrevs av Eugene Jablonszky. Phyllanthus paezensis ingår i släktet Phyllanthus och familjen emblikaväxter. Inga underarter finns listade i Catalogue of Life.